# Ridha Khadher
Ridha Khadher est un boulanger franco-tunisien né en 1970.

## Biographie
Né le 22 mai 1970, à Sousse en Tunisie, il est issu d'une famille d'agriculteurs et est le cadet de sa famille. En 1986, il s'installe en France chez son frère aîné, qui est boulanger et dont il devient l'apprenti. Il raconte que sa vie à Paris n’était pas aisée au départ, faute de repères, et d'une bonne connaissance de la langue. Après avoir passé entre 6 mois et 1 an dans la boulangerie, il souhaite devenir indépendant. Il fait des demandes de prêts sans succès auprès des banques ; il recherche un second emploi. Pratiquant la boxe thaïlandaise, il devient garde du corps. Après quatre ans, en 2006, il ouvre sa propre boulangerie qu'il nomme « Au paradis du gourmand ».
En 2013, il participe au Concours de la meilleure baguette de Paris qu'il remporte. Cette même année, il accompagne François Hollande lors de son voyage d'État en Tunisie[pertinence contestée].
En 2018, Ridha Khadher fournit toujours le palais présidentiel en pains et baguettes. Il est aussi en relation avec Matignon. Il est invité par Emmanuel Macron lors de son voyage d'État en Tunisie[pertinence contestée].
Ridha Khadher a également ouvert des franchises dans plusieurs pays (Qatar et autres). En 2017, l'ouvrage biographique La baguette de la Républiqueest publié sous la plume de l'auteure Guerziz Naima aux éditions Fauves.